# 中国社会科学院中国边疆研究所
中国社会科学院中国边疆研究所，加挂中国历史研究院中国边疆研究所牌子，是中华人民共和国的一家中国边疆研究机构，原名中国社会科学院中国边疆史地研究中心，成立于1983年，是中国社会科学院的直属研究单位。